# Гордон, Гренвиль, 13-й маркиз Хантли
Гренвиль Чарльз Гомер Гордон, 13-й маркиз Хантли (англ. Granville Gordon, 13th Marquess of Huntly; род. 4 февраля 1944) — шотландский дворянин и первый маркиз Шотландии. С 1944 по 1987 год он носил титул учтивости — граф Эбойн.

## Ранняя жизнь
Родился 4 февраля 1944 года . Единственный сын Дугласа Гордона, 12-го маркиза Хантли (1908—1987), и достопочтенной Мэри Памелы Берри (1918—1998), дочери Гомера Берри, 1-го виконта Кемсли. Его старшая сестра, леди Памела Лемина Гордон (род. 1941), вышла замуж за достопочтенного Иэна Генри Лоусона-Джонстона (род. 1938) второго сына Иэна Лоусона-Джонстона, 2-го барона Люка) в 1970 году. Он получил образование в Гордонстоунской школе в Шотландии .

## Карьера
26 января 1987 года после смерти своего отца Гренвиль Гордон унаследовал титул 13-го маркиза Хантли и родовые владения. Заседал в Палате лордов Великобритании, но потерял своё место в верхней палате парламента после принятия Акта о Палате лордов 1999 года. Он также является вождем клана Гордон.
Он является покровителем (покровителем) Института коммерческого управления, председателем (председателем) Cock of the North Liqueur Co Ltd и директором Ampton Investments Ltd.

## Личная жизнь
Маркиз Хантли был дважды женат . 29 января 1972 года он первым браком женился на Джейн Элизабет Анджеле Гибб (род. 21 августа 1946), дочери подполковника Алистера Монтейта Гибба и Достопочтенной Дейзи Йоскил Консуэло Пирсон. До развода в 1990 году у них был один сын и две дочери:
- Алистер Гренвиль Гордон, граф Эбойн (род. 26 июля 1973), который в 2004 году женился на Софии Каннингем (род. 1973), дочери Майкла Каннингема, четверо детей[3]
- Леди Эми Джейн Гордон (род. 1975), муж — Эндрю Джеймс Рональд Линдси (род. 1977), четверо детей[3]
- Леди Люси Йоскил Гордон (род. июль 1979), незамужняя[3].

Лорд Хантли женился во второй раз 15 февраля 1991 года на Кэтрин (урожденной Киндерсли) Милборн (род. 23 апреля 1958). Бывшая жена Роберта Леннона Милборна, она была старшей дочерью Гая Киндерсли (внука Роберта Киндерсли, 1-го барона Киндерсли) и бывшей Маргарет Дайаны Уэйкфилд (дочери Хью Уэйкфилда из Мейфэра, Лондон). Маркиза является покровительницей Королевского Каледонского бала. Они были родителями одной дочери:
- Леди Роуз Мари-Луиза Гордон (род. 24 июня 1993)[3]

Резиденция лорда и леди Хантли как замок Эбойн в Абердиншире.

## Титулатура
- 13-й маркиз Хантли с 26 января 1987 (Пэрство Шотландии, титул создан в 1599 году)[2]
- 18-й граф Хантли с 26 января 1987 (Пэрство Шотландии, титул создан в 1445)[2]
- 13-й граф Энзи с 26 января 1987 (Пэрство Шотландии, титул создан в 1599)[2]
- 13-й лорд Гордон из Баденоха с 26 января 1987(Пэрство Шотландии, создано в 1599)[2]
- 9-й граф Эбойн с 26 января 1987(Пэрство Шотландии, титул создан в 1660)[2]
- 9-й лорд Гордон Гордона из Стратэйвона и Гленливета с 26 января 1987 (Пэрство Шотландии, титул создан в 1660)
- 5-й барон Мелдрум из Морвена в графстве Абердин с 26 января 1987 (Пэрство Соединённого королевства, титул создан в 1815)[2] .